# Accesos Oeste de Montevideo
Los Accesos Oeste de Montevideo constituyen la carretera que conecta la zona céntrica de Montevideo con el comienzo de las rutas 1 y 5  en la zona del Cerro. Comienzan en la zona portuaria como una continuación de la Rambla de Montevideo a la altura de la Calle Colombia, donde se encuentra la Torre de las Telecomunicaciones, finalizando en el cruce de los accesos con la avenida Carlos María Ramírez. La actual trazada de los accesos se realizó en 1985 de manera de conectar a la rambla de Montevideo con las rutas nacionales 1 y 5. Recibe el nombre de Hugo Batalla a través de la Ley N° 18.431 votada el 2 de diciembre de 2008 por el Parlamento Uruguayo.